# Jonas Steur
Jonas Steur (* 1982) ist ein belgischer Trance-DJ und -Produzent. Er ist auch unter dem Pseudonym Estuera bekannt. 

## Biographie
Jonas Steur war schon seit seiner Kindheit mit der Musik in Kontakt. Nach einer Phase des Experimentierens mit billigen Casio-Keyboards, kaufte er im Alter von 15 ein Paar Plattenspieler und machte seine ersten Erfahrungen als DJ. Er hatte jedoch ein großes Bedürfnis seine eigene Musik zu produzieren. So veröffentlichte er im Jahr 2000 in Zusammenarbeit mit Christophe Chantzis, Erik Vanspauwen, Pascal Rifles & Roeland Tijskens seine erste Produktion „So Deep“ als Silver Tear. Der große Durchbruch erfolgte schließlich im Jahr 2003, als er unter dem Pseudonym Estuera beim Musiklabel Black Hole Recordings unter Vertrag kam. 
Nachdem er zuerst nur Musik produzierte, begann Jonas 2005 auch als DJ aufzutreten und verwendet seither auch seinen richtigen Namen. 2007 erschien sein Soloalbum Born for the Night.

## Diskographie

### Alben
- 2007: Born for the Night

### Singles
- 2000: So Deep (als Silvertear)
- 2001: Blow Your Mind (als Sturgeon)
- 2001: God's Selection (als Global Killer)
- 2002: Reprogrammed (als Sturgeon & Lenno)
- 2002: Tomorrow (mit Ian Van Dahl)
- 2004: Travels (als Estuera)
- 2004: Exile (als Propylon)
- 2004: Tales from the South (als Estuera)
- 2004: Red Shores (als Estuera)
- 2005: Palma Solane (vs. Re:Locate als Estuera)
- 2005: Castamara
- 2006: Flow (als Estuera)
- 2006: Above (mit Fabrice Ernst als Fable)
- 2006: Second Turn
- 2007: Nasty (mit Paul Moelands als Re:Locate vs. Steur)
- 2007: Fall to Pieces (feat. Jennifer Rene)
- 2007: Just Go (als evil robot)
- 2007: Level Up
- 2008: Call It Whatever You Fancy / Insert Title Here (als evil robot)
- 2008: Cold Winds (feat. Julie Thompson)
- 2009: Simple Pleasures
- 2010: Side By Side
- 2011: Still I Wait (mit Jennifer Rene)

### Remixe (Auswahl)
- 2004: Re:Locate – Waterfall
- 2006: Niklas Harding – Ice Beach
- 2006: Cosmic Gate – Should've Known
- 2006: Mr. Sam feat. Kirsty Hawkshaw – Split
- 2007: Solarstone – The Calling
- 2007: Sied van Riel – Changing Places
- 2008: Ronski Speed – All The Way
- 2008: Deadmau5 – Clockwork
- 2008: Sied van Riel – Riel People Know
- 2008: Myon & Shane 54 – Trapped
- 2008: Leon Bolier pres. Precursor – X_D
- 2009: First State feat. Sarah Howells – Brave
- 2009: Jes – Lovesong
- 2010: Jes – Awaken